# Loxaspilates arrizanaria
Loxaspilates arrizanaria är en fjärilsart som beskrevs av Max Joseph Bastelberger 1909. Loxaspilates arrizanaria ingår i släktet Loxaspilates och familjen mätare. Inga underarter finns listade i Catalogue of Life.

## Bildgalleri

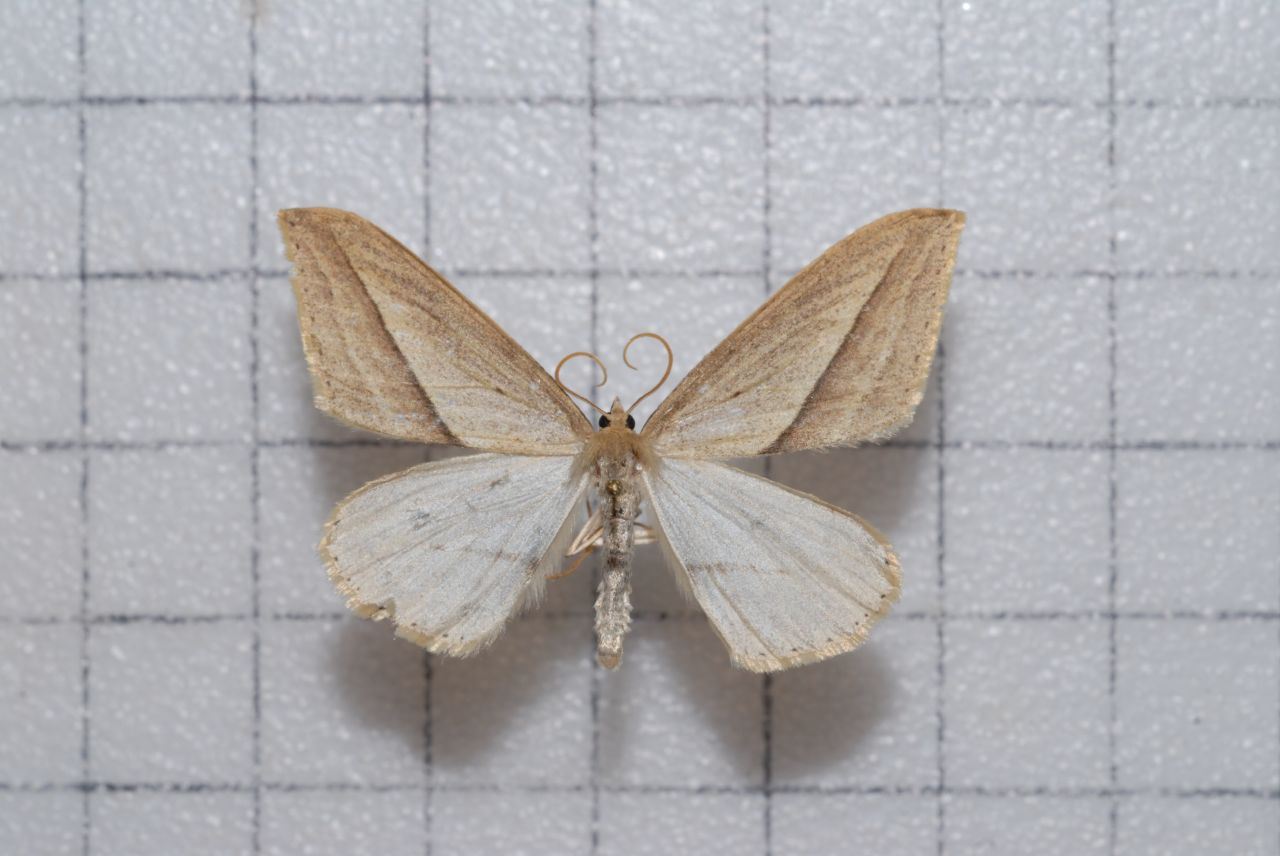
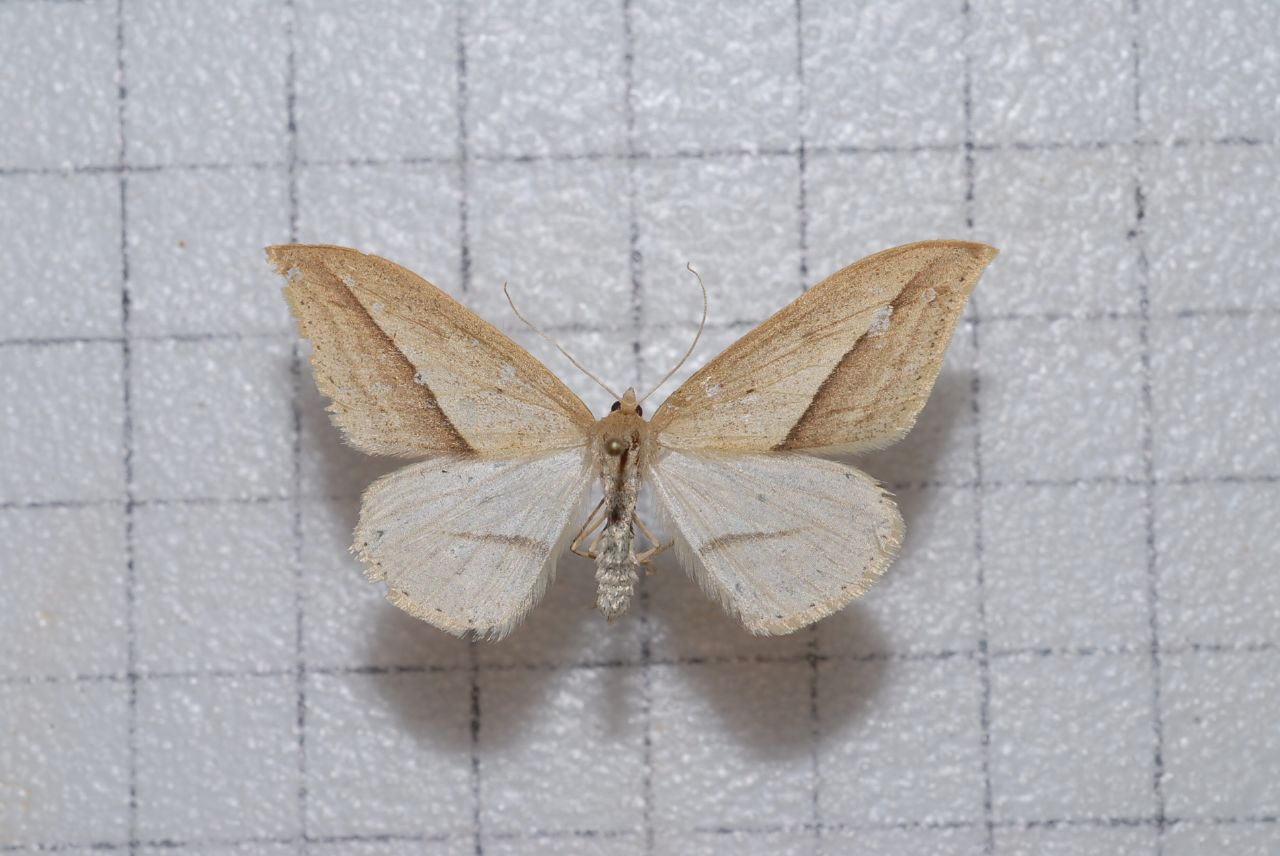